# Pangaeus punctilineus
Pangaeus punctilineus är en insektsart som beskrevs av Richard C. Froeschner 1960. Pangaeus punctilineus ingår i släktet Pangaeus och familjen taggbeningar. Inga underarter finns listade i Catalogue of Life.